# Cathédrale Saint-Élie-et-Saint-Grégoire-l'Illuminateur
Cette cathédrale ne doit pas être confondue avec une autre cathédrale de Beyrouth.
La cathédrale Saint-Élie-et-Saint-Grégoire-l'Illuminateur (Սուրբ Եղիա – Սուրբ Գրիգոր Լուսաւորիչ եկեղեցի) est une cathédrale de l'Église catholique arménienne située à Beyrouth dans le centre-ville. Elle est sise place Debbas et a été bâtie en 1928 par l'architecte arménien Pascal Paboudjian sur des fonds réunis par le pape Pie XI.

## Description
C'est la cathédrale siège du Patriarcat catholique-arménien de Cilicie. Elle est dédiée à saint Élie Ier de Jérusalem et à saint Grégoire l'Illuminateur.
L'architecture de l'édifice mélange le style arménien traditionnel et des éléments romains.

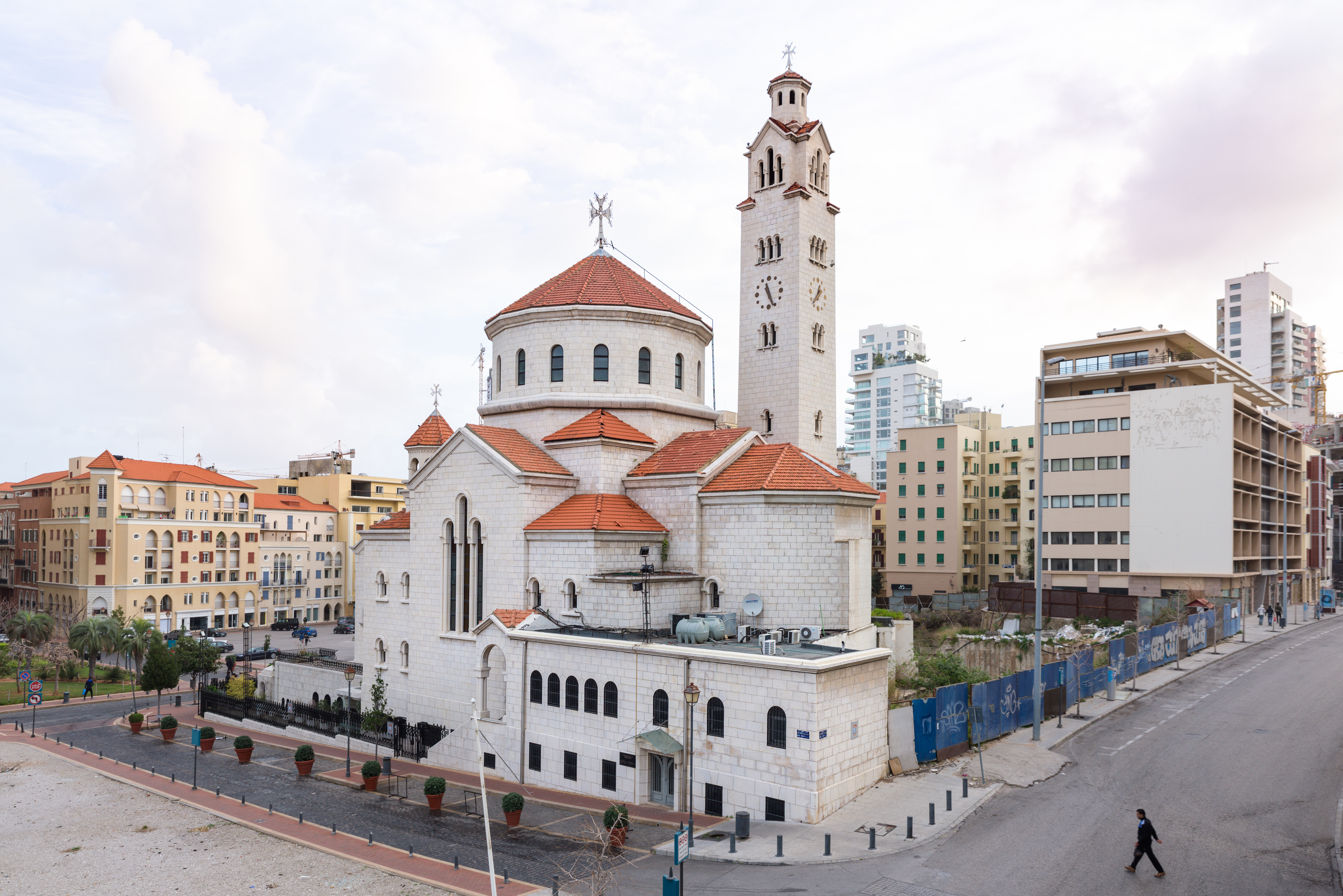
Vue extérieure.
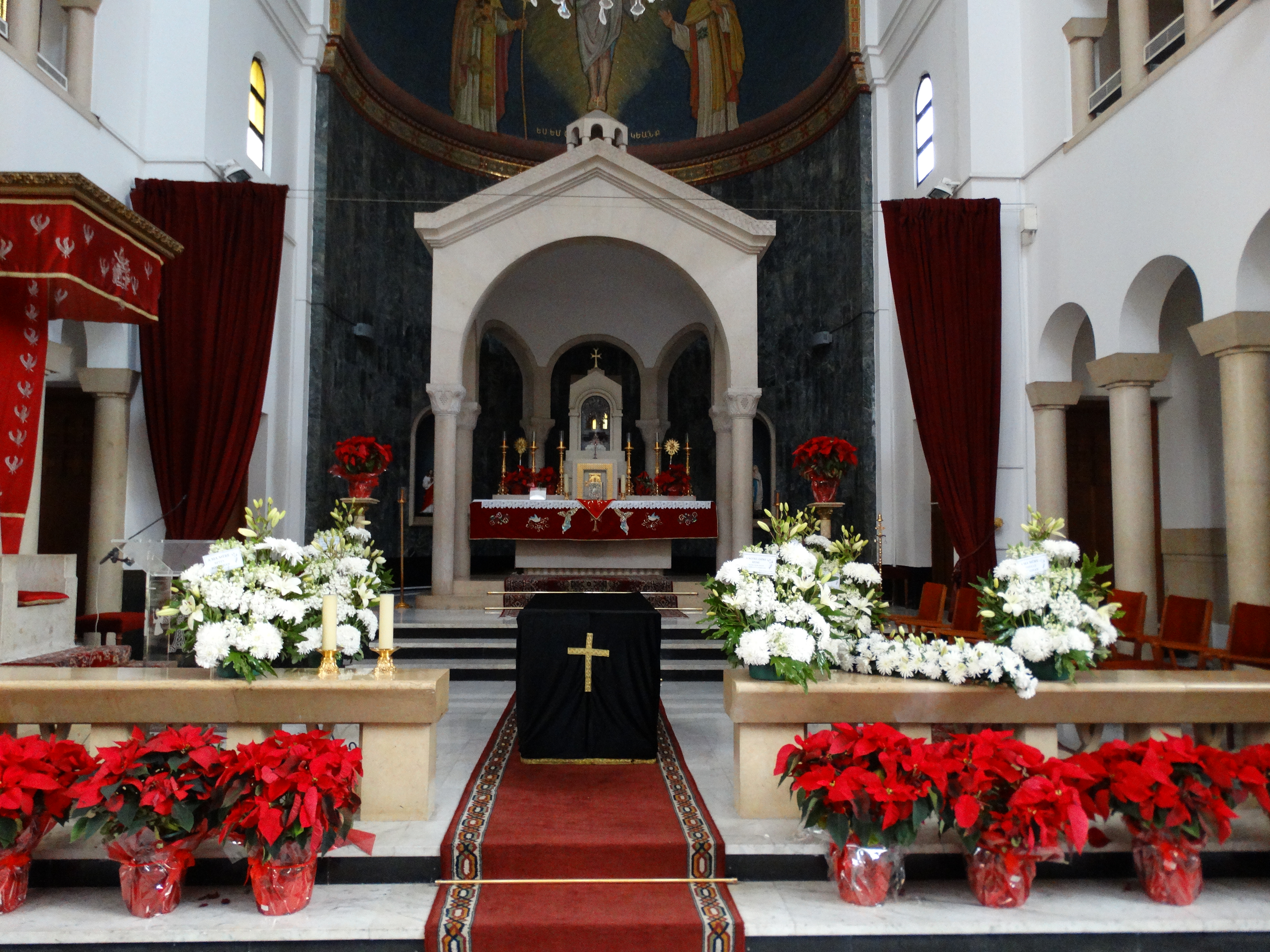
Vue intérieure.